# 1754 en musique classique
| \| • Retour à la chronologie générale de la musique classique • \| |
| Grèce • Rome • Haut Moyen Âge • VIIIe siècle • IXe siècle • Xe siècle • XIe siècle XIIe siècle • XIIIe siècle • XIVe siècle • XVe siècle • XVIe siècle • XVIIe siècle XVIIIe siècle • XIXe siècle • XXe siècle • XXIe siècle |
| • Retour à la chronologie générale de la musique classique • |

| Années en musique classique : 1751 - 1752 - 1753 - 1754 - 1755 - 1756 - 1757    |
| Décennies en musique classique : 1720 - 1730 - 1740 - 1750 - 1760 - 1770 - 1780 |

## Événements
- 12 octobre : La Naissance d'Osiris acte de ballet composé par Jean-Philippe Rameau est créé à Fontainebleau.
- 23 octobre : Anacréon, acte de ballet de Jean-Philippe Rameau et Louis de Cahusac, à Fontainebleau.
- 26 octobre : Représentation de l'opéra de Baldassare Galuppi Le Philosophe de campagne à Venise. La date de création (non connue) est peut-être antérieure.
- Publication à Londres de douze sonates pour clavecin de Pietro Domenico Paradisi.
- Gluck devient maître de chapelle de la cour à Vienne.

## Naissances

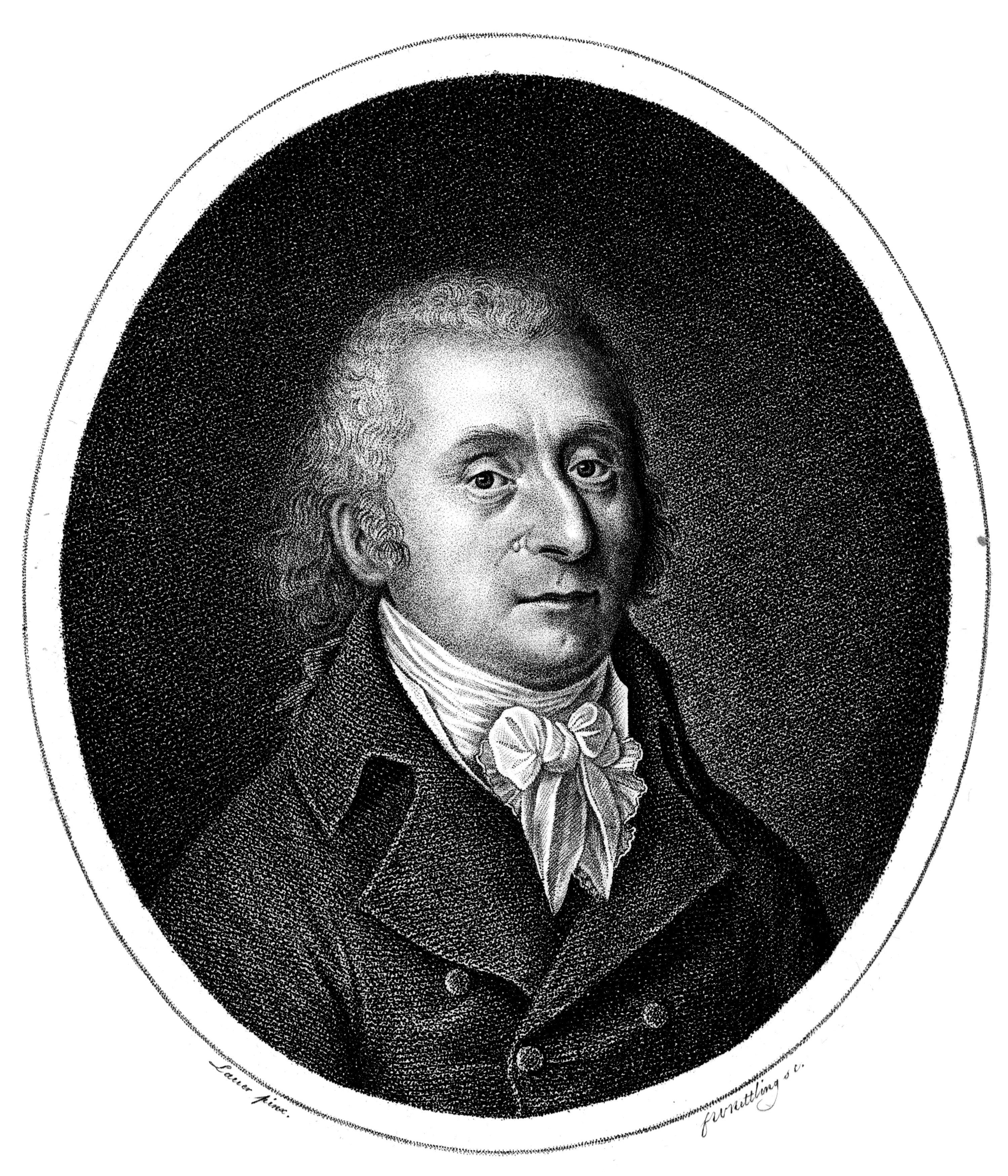
Franz Anton Hoffmeister

- 4 mars : Dieudonné Pascal Pieltain, compositeur et violoniste belge († 10 décembre 1833).
- 2 mai : Vicente Martín y Soler, compositeur espagnol d'opéras et de ballets († 30 janvier 1806).
- 12 mai : Franz Anton Hoffmeister, compositeur allemand († 9 février 1812).
- 24 juin : Carl Friedrich Franz Benda, compositeur, violoniste allemand († 1er décembre 1816).
- 28 août : Peter von Winter, compositeur d'opéra allemand († 17 octobre 1825).
- 25 septembre : Luigi Caruso, compositeur italien († 15 novembre 1823).
- 9 décembre : Étienne Ozi, compositeur, bassoniste, et pédagogue français († 5 août 1813).
- 20 décembre : Joseph Schubert, violoniste, altiste, violoncelliste et compositeur allemand († 28 juillet 1837).

Date indéterminée
- Michel Yost, clarinettiste et compositeur français († 5 juillet 1786).

## Décès

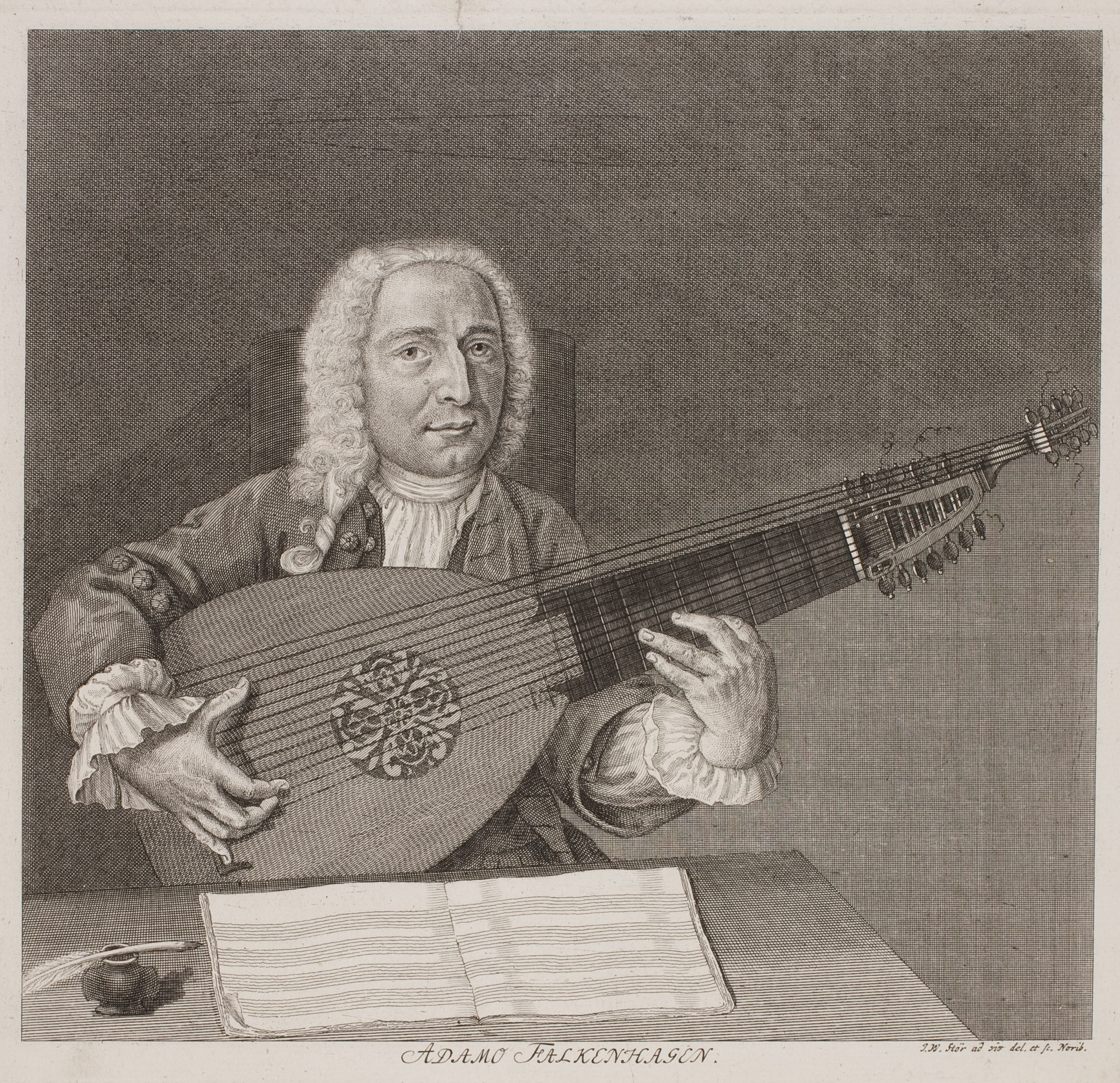
Adam Falckenhagen

- 19 avril : Ferdinando Antonio Lazzari, compositeur et organiste italien (° 11 avril 1678)
- 22 juin : Nicolas Siret, claveciniste et organiste français (° 3 mars 1663).
- 6 octobre : Adam Falckenhagen, luthiste et compositeur allemand (° 26 avril 1697).

Date indéterminée
- Nicola Conti, compositeur italien (° vers 1710).
- Wenceslaus Joseph Spourni, violoncelliste et compositeur tchèque ou peut-être italien.
- António Teixeira, prêtre, compositeur et claveciniste portugais (° 14 mai 1707).